# Sophronica dundensis
Sophronica dundensis là một loài bọ cánh cứng trong họ Cerambycidae.